# Screamers (2006.)
Screamers je dokumentarni film iz 2006., kojeg je režirala Carla Garapedian.
Film proučava genocide u modernom vremenu, te kako je došlo do njih. U filmu sudjeluju članovi sastava System of a Down, djed Serja Tankiana koji je preživio armenski genocid, novinarka i aktivistica za ljudska prava, prof. Samantha Power, te ostali uključeni u genocide u Ruandi i Darfuru. Film se također bavi turskim negiranjem armenskog genocida, te neutralnost vlade SAD-a naspram njemu. 
Screamers je 2006. dobio AFI nagradu za najbolji dokumentarni film po izboru publike.

## Sudionici filma
- Samantha Power, profesorica na Harvardskom sveučilištu, dobitnica Pullitzerove nagrade
- Serj Tankian, pjevač, System of a Down
- John Dolmayan, bubnjar, System of a Down
- Daron Malakian, gitarist, System of a Down
- Shavo Odadjian, basist, System of a Down
- Aram Hamparian, Armenski nacionalni savez
- Stepan Haytayan, djed Serja Tankiana, preživjeli iz armenskog genocida
- Maritza Ohanesian, preživjeli iz armenskog genocida
- Michael Hagopian, redatelj
- Verjin Mempreian, preživjeli iz armenskog genocida
- Greg Topalian
- Henry Morgenthau III, unuk Henryja Morgenthaua, američkog veleposlanika u Turskoj
- Lord Shannon
- Lord Avebury
- Baroness Cox
- Charles Tannock, Europski parlament
- Tom Tsvann, profesor, Centar za studije o holokaustu i genocidima, Amsterdam
- Peter Galbraith
- Vartkes Yeghiayan
- Sibel Edmonds
- Taner Akcam, turski povjesničar
- Hrant Dink, novinar
- Appo Jabarian
- Ara Sarafian
- Adam Schiff, kongresnik SAD-a
- Salih Booker

## Vanjske poveznice
- Službena stranica
- Screamers u internetskoj bazi filmova IMDb-a
- Screamers na Rotten Tomatoes